# Ивановка (Успенский сельсовет)
Ивановка — упразднённая в 2009 году деревня Мокшанского района Пензенской области России. В 2009 году вошла в черту села Успенское. Входила на год упразднения в состав Успенского сельсовета.

## География
Находилось в северной части Пензенской области, в пределах Сурско-Мокшанской возвышенности, в лесостепной зоне, в верховьях реки Азясь, на расстоянии примерно 20 километров (по прямой) к юго-западу от рабочего посёлка Мокшан, административного центра района.

### Климат
Климат характеризуется как умеренно континентальный, с холодной продолжительной зимой и тёплым летом. Среднегодовая температура воздуха — 4,6 °C. Средняя температура воздуха самого тёплого месяца (июля) — 19 °C; самого холодного (января) — −13 °C. Безморозный период длится 150 дней. Продолжительность вегетационного периода — в среднем 144 дня. Среднегодовое количество атмосферных осадков варьируется от 480 до 500 мм, из которых большая часть выпадает в тёплый период. Снежный покров устанавливается в конце ноября и держится в течение 141 дня.

## История
В 2009 году в состав села Успенское включены посёлок Заречный и деревня Ивановка.

## Инфраструктура
Личное подсобное хозяйство с зоной сельскохозяйственного использования, индивидуальная застройка усадебного типа.